# Кикфлип
Кикфли́п (англ. kickflip) — один из популярнейших трюков на скейтборде. Выглядит как вращение доски носком от себя; доска делает оборот в 360 градусов относительно продольной оси. Впервые сделан Родни Малленом в 1983 г.

## Комбинации
- BS or FS 180 kickflip — комбинация kickflip и BS/FS 180 ollie, когда доска и райдер вращаются в одном и том же направлении. Изобретён Родни Малленом
- Varial kickflip — комбинация BS Pop shove-it и kickflip
- Hardflip — представляет собой комбинацию: FS Pop Shove-it и Kickflip.
- 360 Flip — представляет собой комбинацию 360 shove-it и kickflip.
- The kickflip indy — представляет собой комбинацию kickflip и indy grab.